# Kirche Zur Heimat

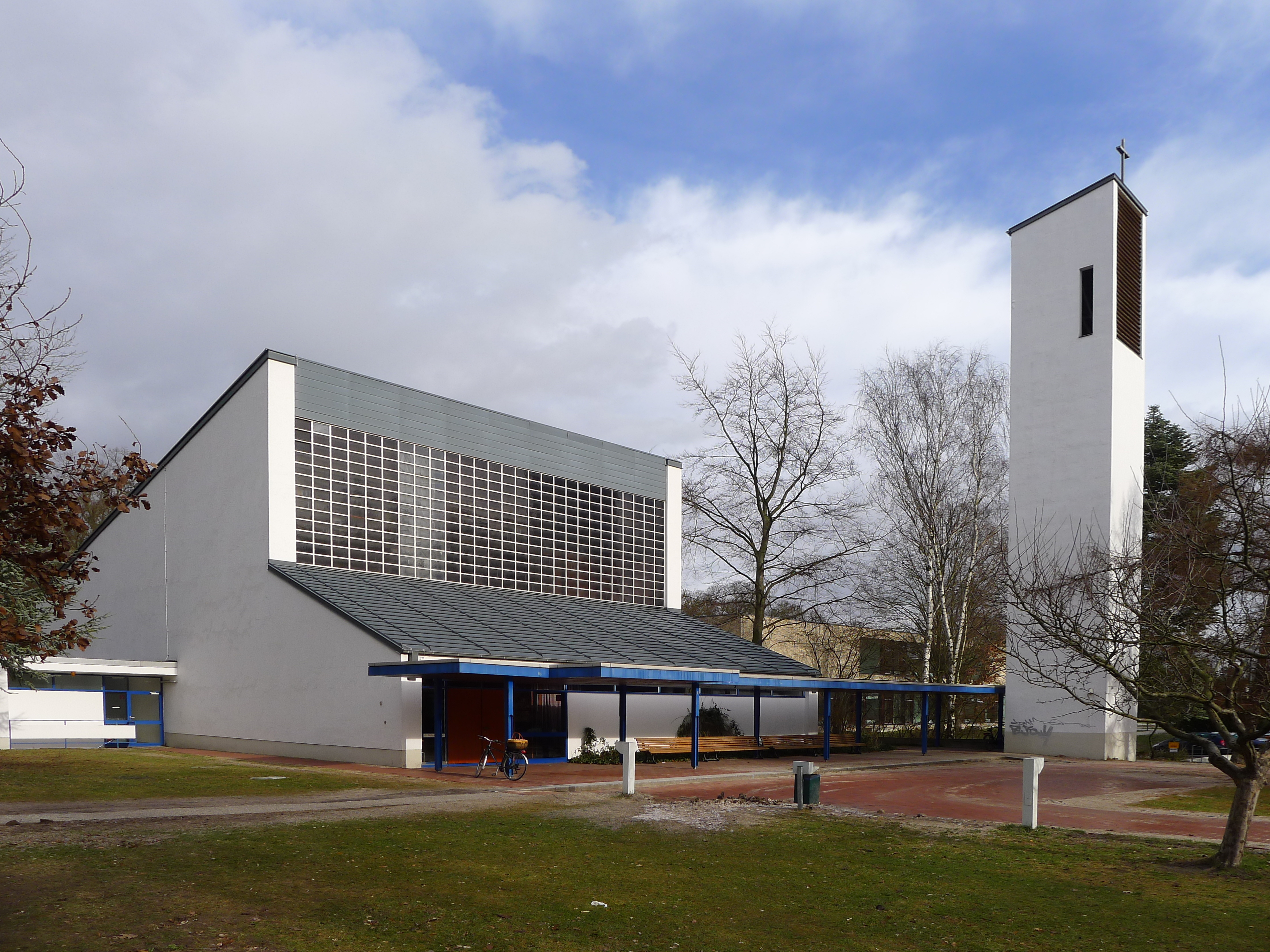
Kirche Zur Heimat

Die evangelische Kirche Zur Heimat, von Peter Lehrecke mit seinem Vater Wilhelm 1956 im Architekturstil der Nachkriegsmoderne entworfen, steht in der Heimat 24 im Berliner Ortsteil Zehlendorf des Bezirks Steglitz-Zehlendorf. Sie gehört zum unter Denkmalschutz stehenden Bauensemble der ehemaligen Kirchlichen Hochschule, das heute von der Evangelischen Hochschule Berlin genutzt wird. Die am 2. Juni 1957 eingeweihte Saalkirche ist mit dem freistehenden Glockenturm über eine gedeckte Pergola verbunden.

## Geschichte
In den 1920er Jahren entwickelte sich die Bautätigkeit in Zehlendorf südlich der Eisenbahnstrecke der Berlin-Potsdam-Magdeburger Eisenbahn so stark, dass die Paulus-Kirchengemeinde nach einem Grundstück suchte, um darauf eine Kirche und ein Pfarrhaus für eine neue Gemeinde in Zehlendorf-Süd zu bauen. Im Mai 1928 wurde ein Grundstück von fast 14.000 m2 für rund 96.000 Mark gekauft (kaufkraftbereinigt in heutiger Währung: rund 416.000 Euro). Zu Beginn des Zweiten Weltkriegs wurde das Grundstück für militärische Zwecke beschlagnahmt und darauf neun Baracken errichtet, von denen nach Kriegsende zwei noch stehende Baracken für den kirchlichen Gebrauch gesichert wurden. Bereits am 17. Juni 1945 fand der erste Gottesdienst statt. Die beiden gemieteten Baracken wurden später vom Magistrat von Berlin für 10.000 Mark gekauft.
Am 7. September 1948 wurden von der Paulus-Kirchengemeinde die drei Tochtergemeinden Emmaus-Kirche, Schlachtensee und Zehlendorf-Süd abgespalten. Sie blieben aber nach wie vor unter einer gemeinsamen Verwaltung. In Anlehnung an die benachbarte Straße Heimat beschloss 1951 der Gemeindekirchenrat Zehlendorf-Süd, der Gemeinde den Namen Kirchengemeinde Zur Heimat zu geben. Sie gehört zum Evangelischen Kirchenkreis Teltow-Zehlendorf.

## Baubeschreibung

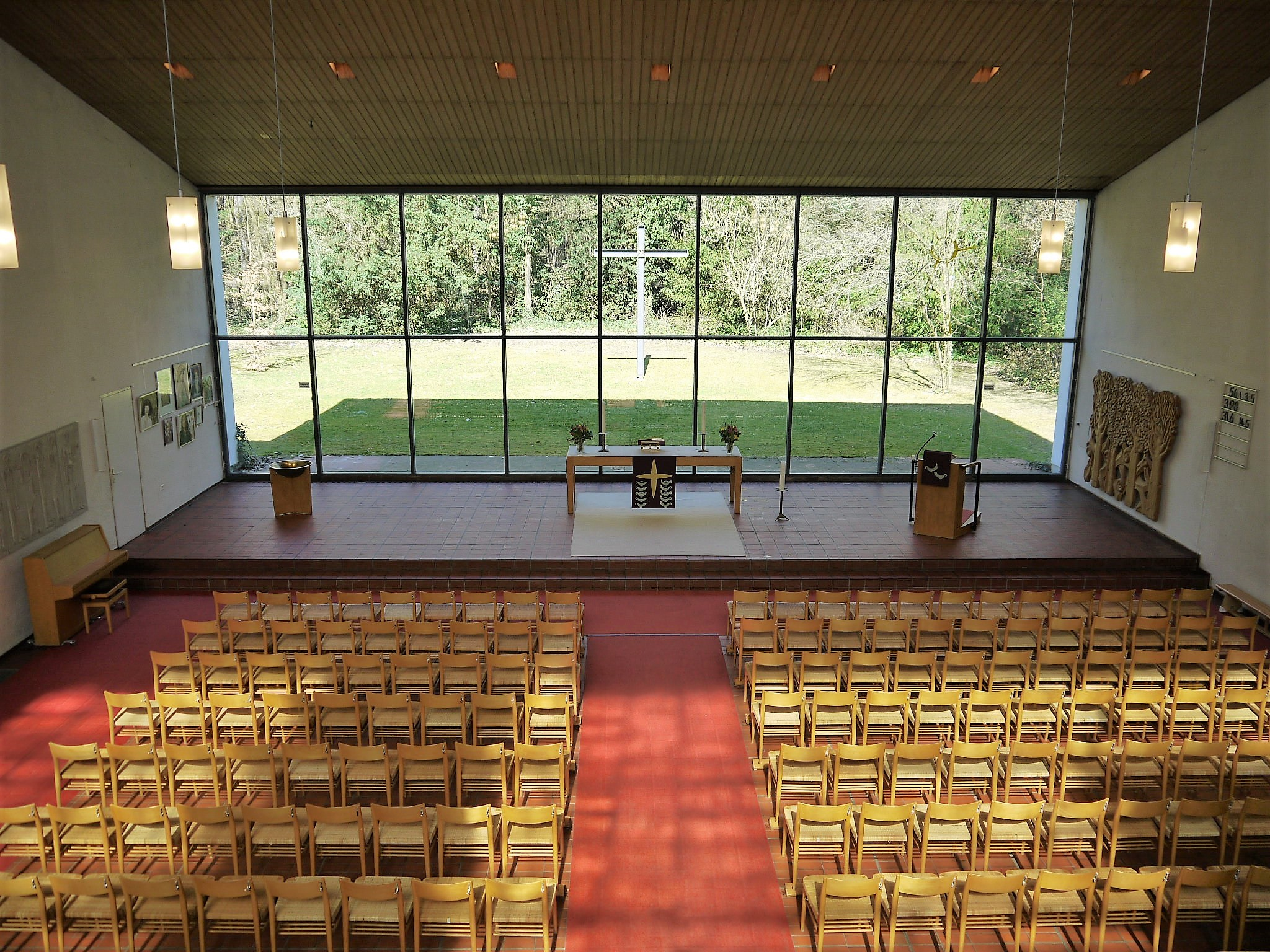
Innenraum

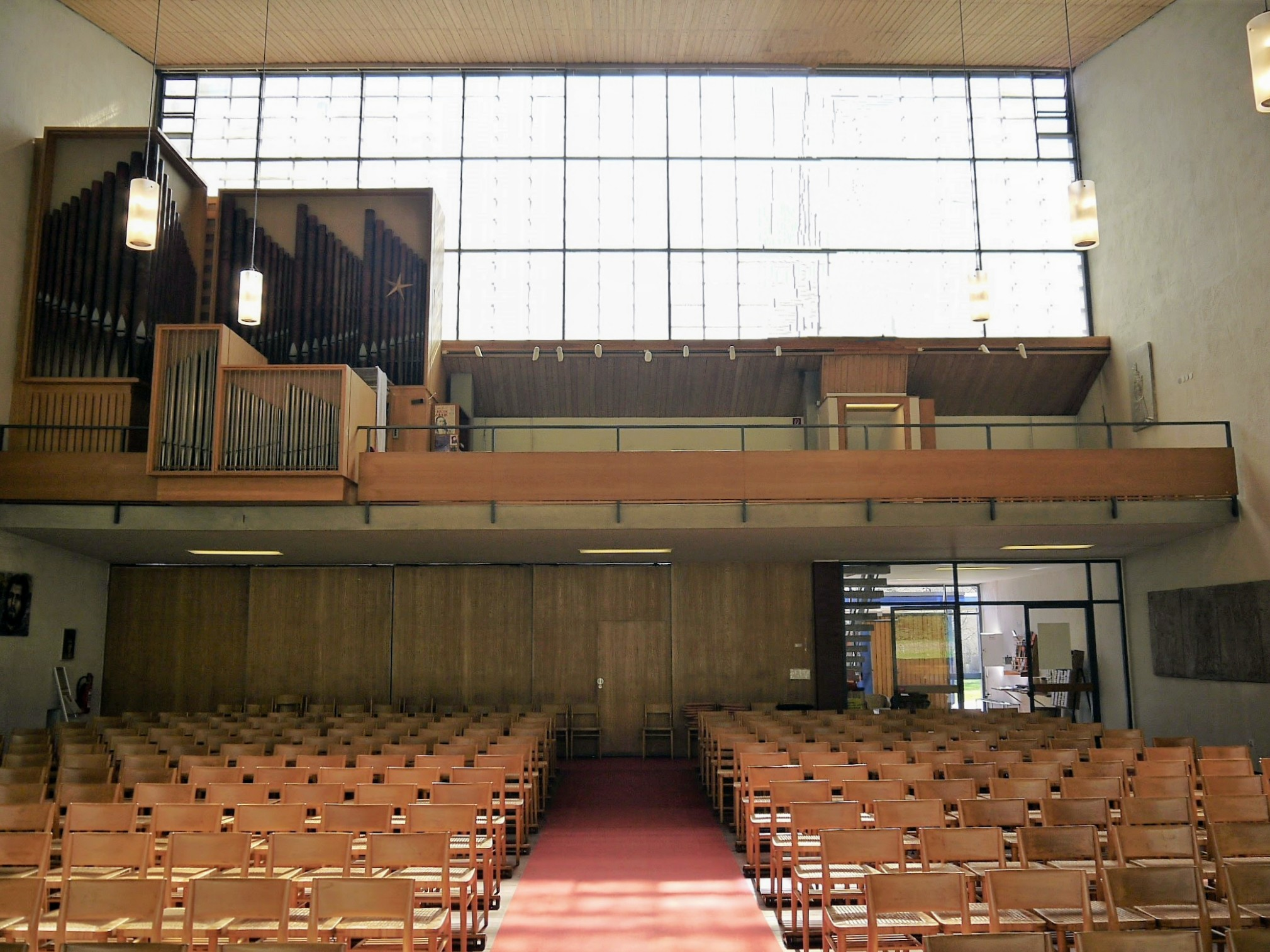
Blick zur Orgel

Die beiden Architekten knüpfen erstmals nach dem Zweiten Weltkrieg an die Neue Sachlichkeit der 1920er Jahre an. Der im Jahr der Interbau vollendete kubische Bau ist puristisch, was Peter Lehrecke als „Bekenntnis zum Sakralen im Kirchenbau“ bezeichnet. Der Grundriss ist, abgesehen vom eingeschossigen Anbau an der Westseite für die Sakristei, die Küsterei und einen Andachtsraum, in traditioneller Weise längsrechteckig. Allerdings entspricht der Stahlbetonbau sowohl in der Ansicht als auch in der Konstruktion und Konzeption der zeitgenössischen modernen Sakralarchitektur, bei der in Berlin seit den 1950er Jahren zunehmend die Wandflächen geöffnet werden, um die Wirkung des Kirchraumes zu erhöhen.
Die beiden Gebäudeteile, der kurze Eingangsbereich und der lange Kirchraum, sind quergelagert und mit gegeneinander gestellten Pultdächern bedeckt, die von den Dachtraufen des niedrigen Eingangsbereichs und der hohen Altarwand aus ansteigen. Wo sie an den Firsten zusammentreffen befindet sich über die gesamte Breite und Höhe ein versprosstes Fenster aus Klarglas, das dem Kirchraum wie bei einem Sheddach auch von rückwärts viel Licht gibt. In Verbindung mit der Altarwand, ebenfalls aus Klarglas, mit Ausblick auf das anschließende Waldgelände, wird ein heller Gottesdienstraum geschaffen. Vor dem rückwärtigen Klarglasfenster hängt ein Glasgemälde von Hans Jaenisch. Die Seitenwände des Stahlbetonbaus sind fensterlos. An ihnen sind aus Beton gegossene Reliefs angebracht, die von Waldemar Otto stammen, der auch das König-David-Relief auf der Orgelempore schuf. Der Kirchraum ist trotz des seitlich versetzten Eingangs axial angelegt. Zwei kleinere Räume, die mit dem Kirchraum verbunden werden können, liegen neben dem Vorraum hinter dem Eingang.

## Orgel

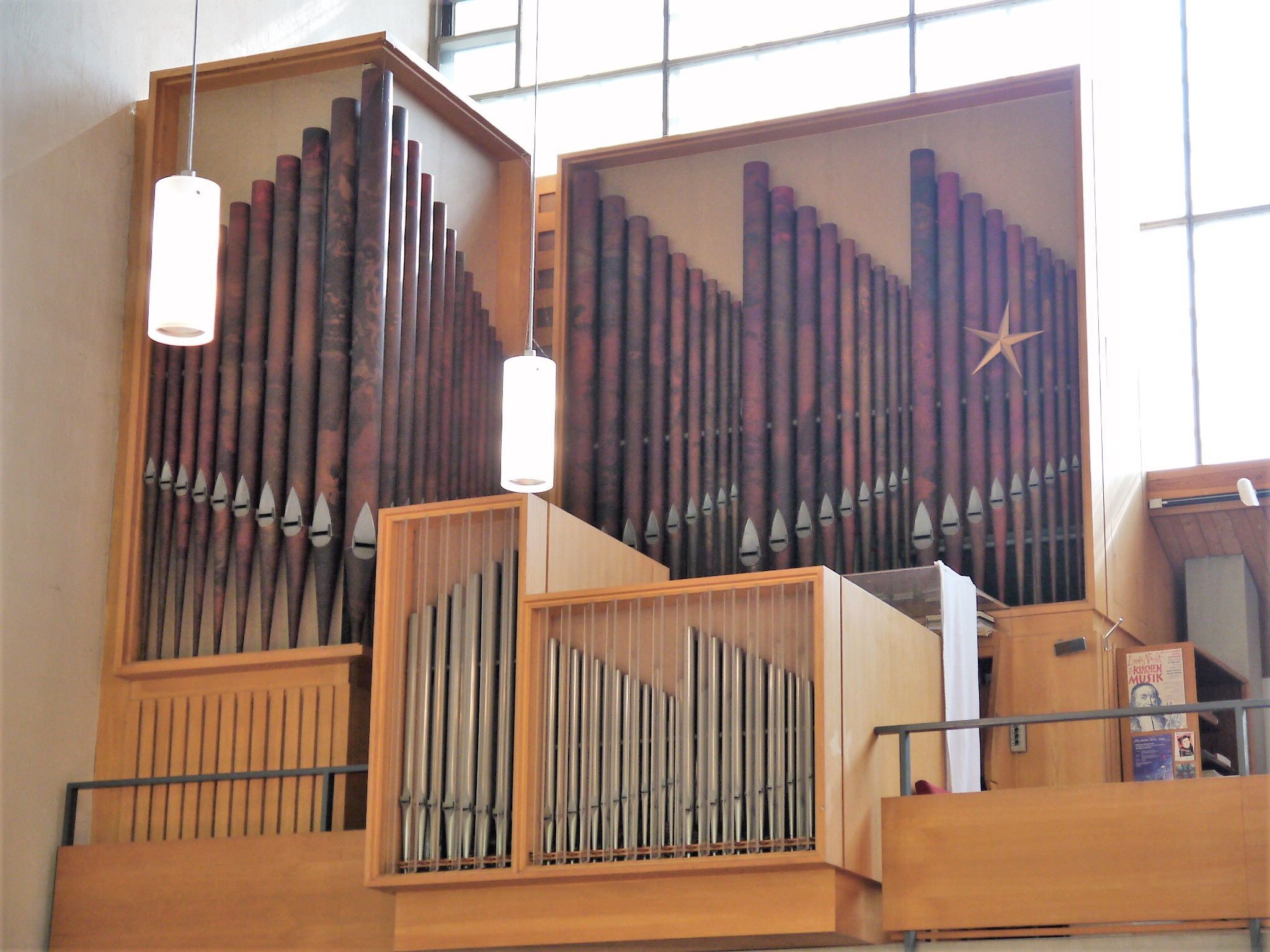
Peter-Orgel

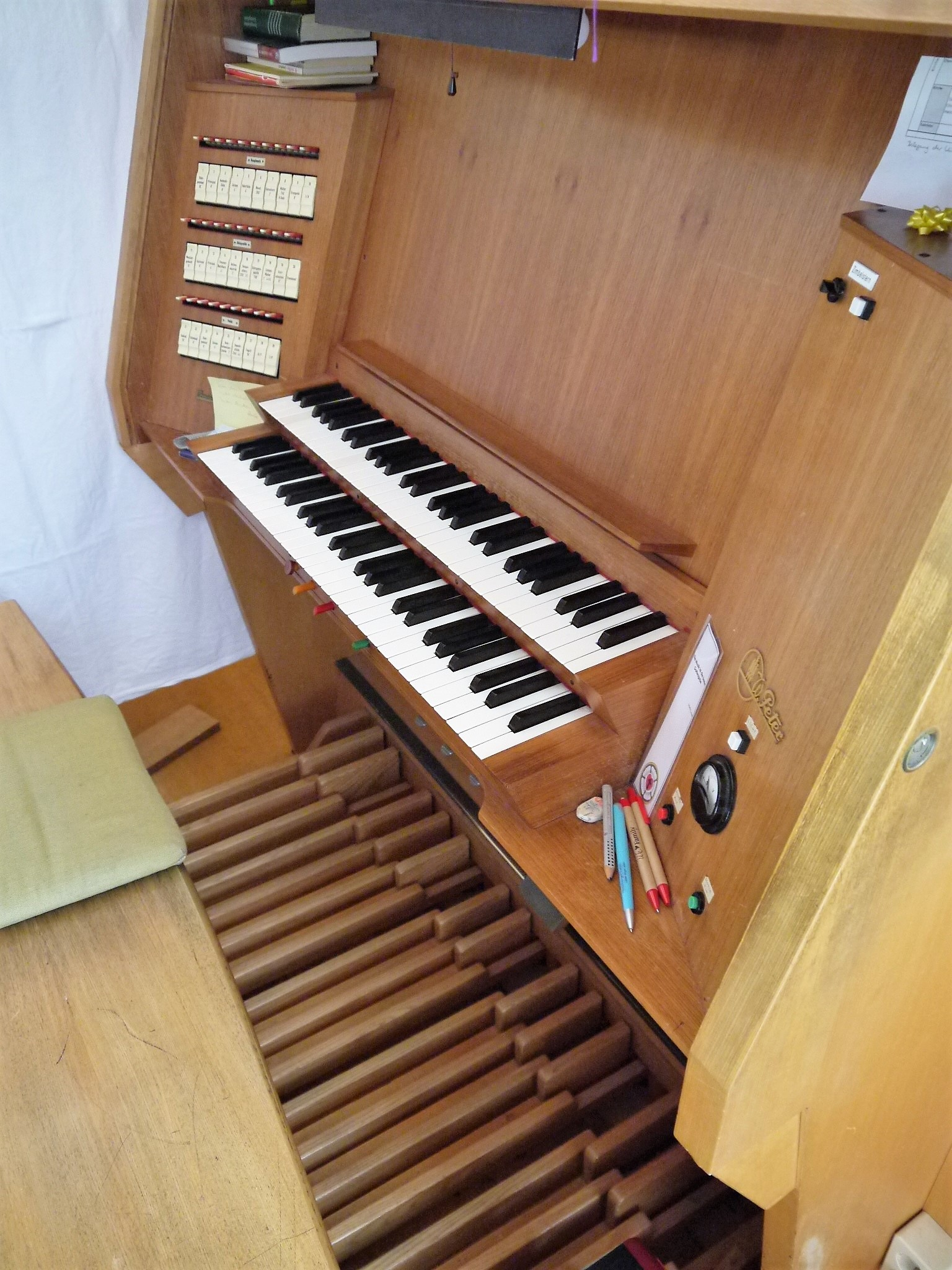
Spieltisch der Orgel

Die Orgel mit 25 Registern, verteilt auf zwei Manuale und Pedal, wurde 1968 von Willi Peter gebaut.
Im Dezember 1960 wurde festgestellt, dass das vorhandene Orgelpositiv mit zehn Registern, das seinerzeit als Ersatz für das Harmonium in der Baracke angeschafft wurde, für die Kirche zu klein und zu schwach war. Ein neues Instrument mit 20–25 Registern wäre wünschenswert. Entsprechende Empfehlungen wurden von dem damaligen Kreiskirchenwart Richter sowie vom Orgelsachverständigen Hammermeister ausgesprochen.
Am 7. Mai 1963 beschloss der GKR eine neue Orgel für die Kirchengemeinde zur Heimat bauen zu lassen. Hierfür wurden im Vorfeld drei Angebote eingeholt. Eines von der Firma Schuke aus Berlin, von der auch das bis dahin in der Kirche stehende Instrument stammt, das zweite von der Firma Beckerath aus Hamburg und das dritte von der Firma Peter aus Köln. Entschieden hatte man sich dann für die Firma Peter (mit 68.700 Mark zuzüglich Orgelgehäuse das teuerste der drei Angebote), da man hier eine Disposition und Mensuren von Ernst Karl Rößler aus Schlüchtern erhielt und vor allem die damalige Organistin Henze der Meinung war, hier eine Orgel mit „außerordentlich klangcharakteristischen Einzelstimmen“ und „ungemein plastischen und singendem Klang“ zu erhalten.
Bis der tatsächliche Orgelneubau endlich beginnen konnte, verging nochmal über ein Jahr, da man in vielen Gesprächen und Briefen die äußere Gestalt der Orgel klären musste. Hierzu war auch der damalige Architekt der Kirche, Peter Lehrecke, mit involviert. Im Gespräch war zunächst ein Instrument, in dem die einzelnen Werke übereinander angeordnet waren. Dieses wurde dann aber aus Gründen der Stimmhaltung verworfen und man entschied, besser eine Orgel zu planen, bei der die Werke nach Möglichkeit alle in gleicher Höhe liegen. So entstand der heutige Prospekt mit dem zweiten Manual als Rückpositiv.
Am 20. Mai 1968, fünf Jahre nach dem Beschluss des GKR, wurde die neue Orgel nun endlich geliefert und innerhalb von zwei Wochen montiert. Am 4. Juni begann man dann mit der Intonation und konnte die Orgel schließlich am 30. Juni in einem Festgottesdienst einweihen. Am 29. Oktober 1968 wurde die Orgel dann durch den Orgelsachverständigen Hammermeister geprüft und abgenommen.
Wie bei den meisten Bauprojekten wurde auch diese Orgel teurer als ursprünglich veranschlagt. Nach den langen Planungen über die Gestaltung des Orgelprospekts wuchsen die Kosten bereits auf 76.175 Mark (kaufkraftbereinigt in heutiger Währung: rund 173.000 Euro), und da sich der Orgelbau insgesamt so lange hinzog, kam nun auch noch die am 1. Januar 1968 eingeführte Mehrwertsteuer von damals zehn Prozent hinzu. Die Hälfte der Kosten wurden damals vom Berliner Stadtsynodalverband übernommen, allerdings galt ein Höchstzuschuss von 40.000 Mark, sodass vor allem die Mehrkosten durch die Mehrwertsteuer zu Lasten der Gemeinde gingen, wofür aber ein zinsloses Darlehen vom Stadtsynodalverband gewährt wurde.
Um den Verkauf des alten Orgelpositivs gab es einiges Hin und Her. Der Wert der Orgel wurde laut einem Gutachten der Firma Schuke auf 10.000 Mark geschätzt, da aber eine Überarbeitung in Höhe von ca. 3.000 bis 5.000 Mark notwendig sei, läge der realistische Verkaufswert vermutlich zwischen 5.000 und 7.000 Mark. Bischof Scharf bat, das Instrument als Schenkung an eine Gemeinde in Südafrika zu geben. Dies wurde jedoch vom Orgelbauer Schuke als „nicht zweckmäßig“ eingeschätzt, da das Instrument „nicht für den Übersee-Transport“ gebaut wurde. Eine Anfrage mit einem Angebot von maximal 8.000 Mark aus Paraguay kam somit ebenfalls nicht in Frage. Schließlich wurde das Positiv von Roman Ilisch in die Albert-Schweitzer-Kirche nach Berlin-Reinickendorf versetzt und dort 1977 von der Firma Karl Schuke generalüberholt.
Nach über 20 Jahren wurde die Orgel im Jahr 1989 einer gründlichen Reinigung unterzogen. Bei dieser Gelegenheit wurden auch die Schleifenzugmotore ausgetauscht und vor allem die störanfällige Stahlseiltraktur durch Holzabstrakten ersetzt. Die Seiltraktur war ein eigenes Patent der Firma Peter und galt als Errungenschaft in den 1950er Jahren. Diese Art der Verbindung zwischen Taste und Ventil stellte sich aber schon bald als sehr wartungsintensiv heraus und nicht wenige Instrumente mit diesem System wurden sogar komplett abgerissen. Außerdem wurde die Vox humana im Rückpositiv durch eine Rohrschalmei ersetzt. Dank einer großzügigen Spende konnte außerdem noch ein Zimbelstern eingebaut werden.
Zum 50. Jubiläum der Orgel im Jahr 2018 wurde die Orgel wieder einer Reinigung unterzogen und die Windmaschine in den Nebenraum der Kirche versetzt. So sind die Motorgeräusche des Gebläses verringert und der Zugang in die Orgel verbessert worden.

## Geläut
Die dem Eingangsbereich vorgelagerte gedeckte Pergola führt in klassischer Zuordnung zum Campanile, in dem vier Bronzeglocken der Erdinger Glockengießerei Karl Czudnochowsky hängen.
| Gießjahr | Schlagton | Gewicht (kg) | Durchmesser (cm) | Höhe (cm) | Inschrift                          |
| -------- | --------- | ------------ | ---------------- | --------- | ---------------------------------- |
| 1957     | fis′      | 464          | 102              | 80        | ICH RUFE ZUR HEIMAT.               |
| 1957     | a′        | 272          | 102              | 80        | ICH GRÜSSE TELTOW.                 |
| 1957     | h′        | 193          | 076              | 60        | PAUL GERHARDT (1607–1957).         |
| 1960     | cis″      | 129          | 066              | 51        | KIRCHLICHE HOCHSCHULE (1935–1960). |

Ursprünglich war noch eine Glocke aus Hartguss vom Berliner Eisenwerk Franz Weeren vorhanden, die an eine Patengemeinde in Südafrika abgegeben wurde.

## Mehrfachnutzung
Die Kirche mit rund 360 Sitzplätzen dient nicht nur dem Gottesdienst und Veranstaltungen der Kirchengemeinde, sondern ist auch Auditorium maximum der Kirchlichen Hochschule. Diese Mehrfachnutzung wird dadurch ermöglicht, dass sich die Prinzipalien und die Bestuhlung flexibel aufstellen lassen.